# 第18回全国大学サッカー選手権大会
第18回全国大学サッカー選手権大会は1969年12月8日から12月11日にかけて開催された全日本大学サッカー選手権大会である。慶應義塾大学が6年ぶり3回目の優勝を果たした。

## 概要
9地域の代表16校が参加した。
上位4チームには、第49回天皇杯全日本サッカー選手権大会の出場権が与えられた。

### 大会日程
- 1969年12月8日 - 1回戦
- 1969年12月9日 - 準々決勝
- 1969年12月10日 - 準決勝
- 1969年12月11日 - 決勝、三位決定戦

### 開催競技場
- 国立競技場（決勝）
- 駒沢競技場（準々決勝・準決勝）
- 三ツ沢球技場（1回戦・準々決勝）
- 駒場サッカー場（1回戦）

## 出場大学
- 札幌大学（北海道代表・2年連続2回目）
- 東北学院大学（東北代表・4年連続4回目）
- 東京教育大学（関東第1代表・4年連続4回目）
- 法政大学（関東第2代表・2年連続2回目）
- 慶應義塾大学（関東第3代表・3年ぶり2回目）
- 明治大学（関東第4代表・4年連続4回目）
- 立教大学（関東第5代表・3年連続3回目）
- 福井大学（北陸代表・初）
- 中京大学（東海代表・4年連続4回目）
- 関西学院大学（関西第1代表・2年ぶり3回目）
- 大阪商業大学（関西第2代表・2年連続3回目）
- 関西大学（関西第3代表・4年連続4回目）
- 広島大学（中国代表・2年連続2回目）
- 愛媛大学（四国代表・3年連続3回目）
- 九州産業大学（九州代表・4年連続4回目）
- 福岡大学（九州代表・初[1]）

## 試合日程・結果

### 1回戦
| 1969年12月8日 |

| 東京教育大学 | 4 - 0 | 愛媛大学 |
|              |       |          |

|  |

| 1969年12月8日 |

| 法政大学 | 1 - 0 | 広島大学 |
|          |       |          |

|  |

| 1969年12月8日 |

| 関西大学 | 1 - 0 | 東北学院大学 |
|          |       |              |

|  |

| 1969年12月8日 |

| 立教大学 | 1 - 0 | 福岡大学 |
|          |       |          |

|  |

| 1969年12月8日 |

| 大阪商業大学 | 2 - 0 | 札幌大学 |
|              |       |          |

|  |

| 1969年12月8日 |

| 慶應義塾大学 | 3 - 2 延長 | 九州産業大学 |
|              |            |              |

|  |

| 1969年12月8日 |

| 関西学院大学 | 2 - 1 | 福井大学 |
|              |       |          |

|  |

| 1969年12月8日 |

| 明治大学 | 1 - 0 | 中京大学 |
|          |       |          |

|  |

### 準々決勝
| 1969年12月9日 |

| 東京教育大学      | 1 - 2 延長 | 立教大学                                      |
| 得点者不明 後20分 |            | 得点者不明 前29分 · 得点者不明 延前6分 (pen.) |

| 駒沢競技場 |

| 1969年12月9日 |

| 大阪商業大学 | 0 - 1 | 明治大学 |
|              |       |          |

| 駒沢競技場 |

| 1969年12月9日 |

| 法政大学 | 4 - 0 | 関西大学 |
|          |       |          |

| 三ツ沢球技場 |

| 1969年12月9日 |

| 慶應義塾大学 | 2 - 1 延長 | 関西学院大学 |
|              |            |              |

| 三ツ沢球技場 |

### 準決勝
| 1969年12月10日 |

| 立教大学                                | 3 - 0 | 明治大学 |
| 藤塚 前11分 · 日高 前17分 · 碓井 後26分 |       |          |

| 駒沢競技場 |

| 1969年12月10日 |

| 慶應義塾大学                                                 | 5 - 3 | 法政大学    |
| 大谷 前41分 · 関口 後14分 · 大谷 後19分 · 村越 後26分 · 大仁 |       | 得点者不明3 |

| 駒沢競技場 |

### 三位決定戦
| 1969年12月11日 |

| 法政大学 | 6 - 2 | 明治大学 |
|          |       |          |

| 国立競技場 |

### 決勝
| 1969年12月11日 |

| 慶應義塾大学 | 1 - 0 | 立教大学 |
| 大仁 前10分  |       |          |

| 国立競技場 |

## 最終結果
| 第18回全国大学サッカー選手権大会 優勝チーム |
| ------------------------------------------- |
| 慶應義塾大学 6年ぶり3回目                   |

## 主な出場選手
- 大仁邦彌（慶應義塾大学）
- 高田静夫（東京教育大学）
- 鈴木保（立教大学）